# Kołpaczek łosiowy
Kołpaczek łosiowy (Panaeolus alcis M.M. Moser) – gatunek grzybów należący do rzędu pieczarkowców (Agaricales).

## Systematyka i nazewnictwo
Pozycja w klasyfikacji według Index Fungorum: Galeropsidaceae, Agaricales, Agaricomycetidae, Agaricomycetes, Agaricomycotina, Basidiomycota, Fungi.
Po raz pierwszy opisał go Meinhard Moser w 1983 r. jako Panaeolus alcis, rok później opublikował o nim artykuł, ale pod nazwą Panaeolus alcidis. Zgodnie z międzynarodowym kodeksem nomenklatury botanicznej prawidłowa jest nazwa wcześniejsza.
Nazwę polską zarekomendował Władysław Wojewoda w 2003 r.

## Morfologia
Kapelusz
Kształt dzwonkowaty lub stożkowaty, średnica 4–10 mm, wysokość 3–9 mm, powierzchnia gładka, brązowa.
Hymenofor
Blaszkowy, blaszki średnio gęste, początkowo ciemnoszare, w trakcie dojrzewania zarodników pojawiają się na nich czarne plamki.
Trzon
Wysokość 2–9 cm, grubość 0,5–1,5 cm, powierzchnia blado ochrowoszara, przy podstawie szarobrązowa, biało oprószona.
Miąższ
W kapeluszu i w górnej części trzonu jasnoszary, w dolnej części trzonu blado brązowawy.
Cechy mikroskopowe
Wszystkie strzępki ze sprzążkami. Podstawki krótkie i grube, 4-sterygmowe lub 2-sterygmowe, 25–23 × 13–16 µm. Cheilocystydy z nabrzmiałą podstawą i długą szyjką, 25–35 × 4–7 µm. Pleurocystyd brak. Zarodniki gładkie, ciemnobrązowe, w widoku z przodu 6,3–21 × 8–12 µm, w widoku z boku 8–10 µm, z ekscentrycznymi porami rostkowymi o średnicy 2–4 µm. Na trzonie pęczki szklistych, butelkowatych kaulocystyd. Komórki skórki o kształcie od kulistego do elipsoidalnego z rozproszonymi, butelkowatymi pileocystydami.

## Występowanie i siedlisko
Opisano występowanie kołpaczka łosiowego w Ameryce Północnej, Europie i Azji. W piśmiennictwie naukowym na terenie Polski do 2003 r. podano tylko jedno stanowisko, w późniejszych latach podano kilka następnych. Według W. Wojewody jego częstość występowania i stopień zagrożenia nie są znane. Najbardziej aktualne stanowiska podaje internetowy atlas grzybów. Znajduje się w nim na liście gatunków zagrożonych i wartych objęcia ochroną.
Grzyb koprofilny występujący wśród traw na łajnie. Rozwija się głównie na odchodach łosi, chociaż odnotowano go również na odchodach saren i reniferów.